# Jörg Ratgeb, Maler
Jörg Ratgeb, Maler ist ein deutscher Spielfilm aus dem DEFA-Studio für Spielfilme von Bernhard Stephan aus dem Jahr 1978.

## Handlung
Deutschland, im frühen 16. Jahrhundert. Der Maler Jörg Ratgeb sucht einen jungen Mann, der ihm für ein Bild, welches Jesus Christus darstellen soll, Modell stehen soll. Unter diesem Vorwand stellen sich bei ihm fünf Männer vor, die in Wirklichkeit Mitglieder der Bundschuh-Bewegung sind. Die wollen, dass Ratgeb auf ihrer Bundschuh-Fahne, die er selbst vor vier Jahren unter falschen Voraussetzungen gemalt hat, die Farben erneuert. Als er sich weigert, da er sich mit den Methoden und Zielen des Bundes nicht einverstanden ist, verbrennen sie viele seiner Bilder und auch eins von Albrecht Dürer, doch lässt sich Ratgeb nicht erweichen.
Da er immer noch auf der Suche nach seinem Jesus Christus ist, verlässt er seine Lebensgefährtin, die er als Leibeigene nicht heiraten kann, sowie seine Kinder, um sich auf den Weg zu Albrecht Dürer zu begeben. Auf dem Weg wird er bestohlen und hat jetzt nur noch ein Hemd, seine Geldbörse und sein Pferd. Bei einer jungen Bäuerin, einer Witwe, bekommt er Sachen ihres Mannes, der wegen verbotenen Fischens gehängt wurde, und einen Platz in ihrem Bett. Als der Vogt die jungen Männer des Dorfes erneut beim Fischen erwischt, legte er fest, dass Ratgeb der Anführer ist und will ihn sofort mit dem Schwert töten. Die junge Bäuerin erinnert sich an den Tod ihres Mannes und reißt ihn von seinem Pferd. Von den anderen festgehalten wird er in Stroh eingewickelt und von ihr angezündet. Für Ratgeb, den alle im Dorf für einen Bundschuh-Mann halten, besteht nun die Möglichkeit zur Flucht. Auf dieser trifft er auf eine Gruppe von Pilgern, in der er sich vor den Verfolgern verstecken kann. Diese Gruppe ist jedoch ein Teil der Bundschuhs, die ihn mit in ihr Hauptquartier nehmen. Hier trifft er auch wieder auf die fünf Männer, die sein Atelier verwüstet haben, deren Anführer Joß Fritz ist. Ratgeb muss erleben, wie der Bundschuhmann Thomas Niedler, als von der Gemeinschaft gewählter Henker, seinen Freund Christoph Enderlin hinrichtet, da dieser wegen des Selbstbehalts einer kleinen Geldsumme zum Tode verurteilt wurde. Ratgeb wird als Spion angeklagt, der sich in das Reich der Gerechtigkeit eingeschlichen hat. Auf Spionage steht der Tod und zu diesem wird Ratgeb verurteilt. Joß Fritz sucht nun eine der Frauen, die darum bittet, Ratgeb das Leben zu erhalten, was möglich ist, jedoch findet sich keine. Erst als Joß ein junges stummes Mädchen fast zwingt, um die Freilassung zu bitten, wird Ratgeb mit ihr freigelassen und weit ab vom Lager ausgesetzt.
Ratgeb und das Mädchen, welches er Barbara nennt, begeben sich auf den gemeinsamen weiteren Weg. Vor allen Dingen wird er sie am nächsten See erst einmal waschen, da sie völlig verdreckt und verlaust ist und dann versucht er aus ihr einen Menschen zu machen, wie er es bezeichnet. Eines Tages treffen sie auf einen Gaukler, der im Kreise seiner Familie, in einem stillen Gelände, die Rolle des Jesus am Kreuz übt. Sofort stiehlt Barbara ein Stück Fleisch, welches am Grill darauf wartet, gar zu werden, jedoch kann es ihr wieder entrissen werden. In der Nacht gelingt es Ratgeb zu flüchten und Barbara zurückzulassen. Etwas später sieht er in einer Stadt den Wagen des Gauklers, der ehemals ein Mönch war, stehen. Von einem Händler hört er, dass in der Kirche ein Mann Zuflucht gesucht hat, der verdächtigt wird, dem Bundschuh anzugehören. Die ihn verfolgenden Soldaten dürfen aber erst nach dem Eintreffen des Bischofs das Gotteshaus betreten. Dann sieht Ratgeb den Gaukler auf dem Dach balancieren und weiß sofort, dass das der Geflüchtete ist, der nach einer kurzen Rede in den Tod stürzt. Ratgeb wird verhaftet und trifft im Gefängnis des Bischofs Barbara wieder, die er als seine Ziehtochter ausgibt. Er will den Bischof malen und erreicht, dass er und Barbara in seine Räume dürfen. Jedoch ist der Bischof nicht davon abzubringen, das Mädchen auf dem Scheiterhaufen zu verbrennen. Als Ratgeb ihn mit dem Dolch bedroht und ihre Freilassung fordert, steht nicht genau fest, ob sie überhaupt noch lebt. Er jedenfalls erzwingt seine Freiheit.
Nun führt sein Weg weiter zu Albrecht Dürer. Dessen Frau empfängt ihn mit Ablehnung und sagt, dass ihr Mann auf Reisen ist, gibt ihm aber etwas zu essen. Anschließend zeigt sie ihm die Räumlichkeiten und Ratgeb nimmt eine wertvolle Vase, um sie mit Absicht fallen zu lassen. Damit erreicht er, dass Albrecht Dürer erscheint, der sich doch im Haus aufhält, was Ratgeb bereits seit längerer Zeit vermutet. Das Angebot, für immer im Haus zu bleiben, lehnt er ab und begibt sich wieder auf den Weg nach Hause, um sich gegen die Ungerechtigkeiten in dieser Welt zu wehren.
Unterwegs trifft er auf eine Gruppe von Leuten, die auf Booten zur Kirchweih fahren. Unter ihnen befindet sich auch Thomas Niedler, der Bundschuhmann. Sie werden von Soldaten aufgehalten, die auf der Suche nach Bundschuh-Mitgliedern sind. Da sie nicht genau feststellen können, wer von den vielen Leuten dazu gehört, lassen sie immer zwei Mann um den Tod am Galgen würfeln. Auch Thomas und Ratgeb bilden solch ein Paar und Thomas verliert das Spiel. Das ist der Moment, in dem sich Ratgeb zum Bundschuh bekennt. Seine künftigen Bilder rufen zur Aufruhr auf.

## Produktion und Veröffentlichung
Jörg Ratgeb, Maler wurde von der Künstlerischen Arbeitsgruppe „Berlin“ auf ORWO-Color gedreht und hatte seine Uraufführung am 25. Februar 1978 während der 28. Internationalen Filmfestspiele in West-Berlin. Die festliche DDR-Premiere fand am 25. Mai 1978 im Berliner Kino Kosmos statt. Im Fernsehen der DDR wurde der Film das erste Mal am 25. August 1981 im 1. Programm gezeigt.
Für das Szenarium waren Manfred Freitag und Joachim Nestler verantwortlich und die Dramaturgie lag in den Händen von Werner Beck.

## Synchronisation
| Rolle         | Darsteller         | Sprecher            |
| ------------- | ------------------ | ------------------- |
| Jörg Ratgeb   | Alois Švehlík      | Hans-Peter Reinecke |
| Junge Bäuerin | Małgorzata Braunek | Ursula Werner       |

## Kritik
Im Neuen Deutschland meinte Horst Knietzsch:

„Stephan hat Jörg Ratgeb, Maler mit provozierender Suggestion inszeniert, mit der Aufforderung an jeden Zuschauer. seinen eigenen Standpunkt und sein Gefühl für Liebe und Menschlichkeit zu prüfen. Auch die internationale Besetzung macht den Film sehenswert.“

In der Berliner Zeitung bemerkte Günter Sobe:

„Erkennbar wird: Man wollte nicht den historischen bunten Bilderbogen. Das kann nur heißen: Man erstrebte philosophische Dimensionen, soziale Verbindlichkeiten und psychologische Tiefe. Aber im Ergebnis fehlen an allen Ecken und Enden dem Film Reife und Erfahrung allzu deutlich.“

In der Kritik der Neuen Zeit legt sich Helmut Ullrich, nachdem er den Film überaus lobte, fest:

„Doch das alles trägt dann doch nicht darüber hinweg, daß die ideelle Hauptlinie zu wenig Spannung hat, daß die Hauptfigur weithin weniger interessant als andere Gestalten ist, daß die Handlung sich auch etwas schwerfällig dahinwälzt. Gerade der gedankliche Ernst und Anspruch des Films läßt das sehr empfinden.“

Das Lexikon des internationalen Films schreibt, dass der Film ein weit gespanntes Zeitgemälde und ehrgeizig gestaltet ist. Zeitweise verliert sich der nachdenkliche, sichtlich an Tarkowskijs Andrej Rubljow orientierte Film in Actionelementen.